# Mistley
Mistley är en by och en civil parish i Tendring i Essex i England. Orten har 2 474 invånare (2001). Byn nämndes i Domedagsboken (Domesday Book) år 1086, och kallades då Mitteslea.